# Chyuluella cribata
Chyuluella cribata är en tvåvingeart som beskrevs av Fritz Isidore van Emden 1960. Chyuluella cribata ingår i släktet Chyuluella och familjen parasitflugor.
Artens utbredningsområde är Kenya. Inga underarter finns listade i Catalogue of Life.